# 아비도사우루스
아비도사우루스(Abydosaurus)는 용각아목 브라키오사우루스과에 속하는 공룡의 한 속으로, 미국 유타주의 백악기 전기 지층에서 두개골 화석이 발견되었다. 이 화석이 중요한 이유는, 미주 대륙의 백악기 용각류 중 두개골이 온전히 발견된 몇 안되는 표본 중의 하나이기 때문이다. 또한 초기의 브라키오사우루스과 공룡이 넓은 이빨을 가진 데 비해 아비도사우루스는 좁은 이빨을 가지고 있는 점에서도 주목할 만하다.